# Marien de Combraille
Pour les articles homonymes, voir Marien.
Saint Marien (Sant Marian en occitan) est un saint vénéré en Combrailles et fêté le 19 septembre.

## Biographie
Marien est né vers le milieu du Ve siècle, à Bourges. Sa famille vivait près de l'évêché, ce qui lui facilita une formation chrétienne approfondie.
Marien se maria, mais se sentit rapidement appelé à une vie érémitique. Il entra au monastère du Grand Pressigny, où il demeura six ans.
Ensuite, il alla vivre en ermite dans la région d'Épineuil, passa dans la région de Boussac, où le village de Saint-Marien porte son nom, et se fixa à proximité du confluent du Cher et de la Tardes, aux limites du Berry et du Limousin dans une région loin de toute agglomération, mais au carrefour d'itinéraires fréquentés par les voyageurs.
Saint Marien serait mort en 513. La légende raconte que l'on retrouva son corps sous un pommier.
Il était considéré comme un protecteur des biens de la terre, des troupeaux, des cultures.

## Vénération

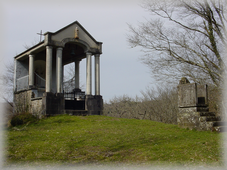
Chapelle Saint-Marien
à Évaux-les-Bains

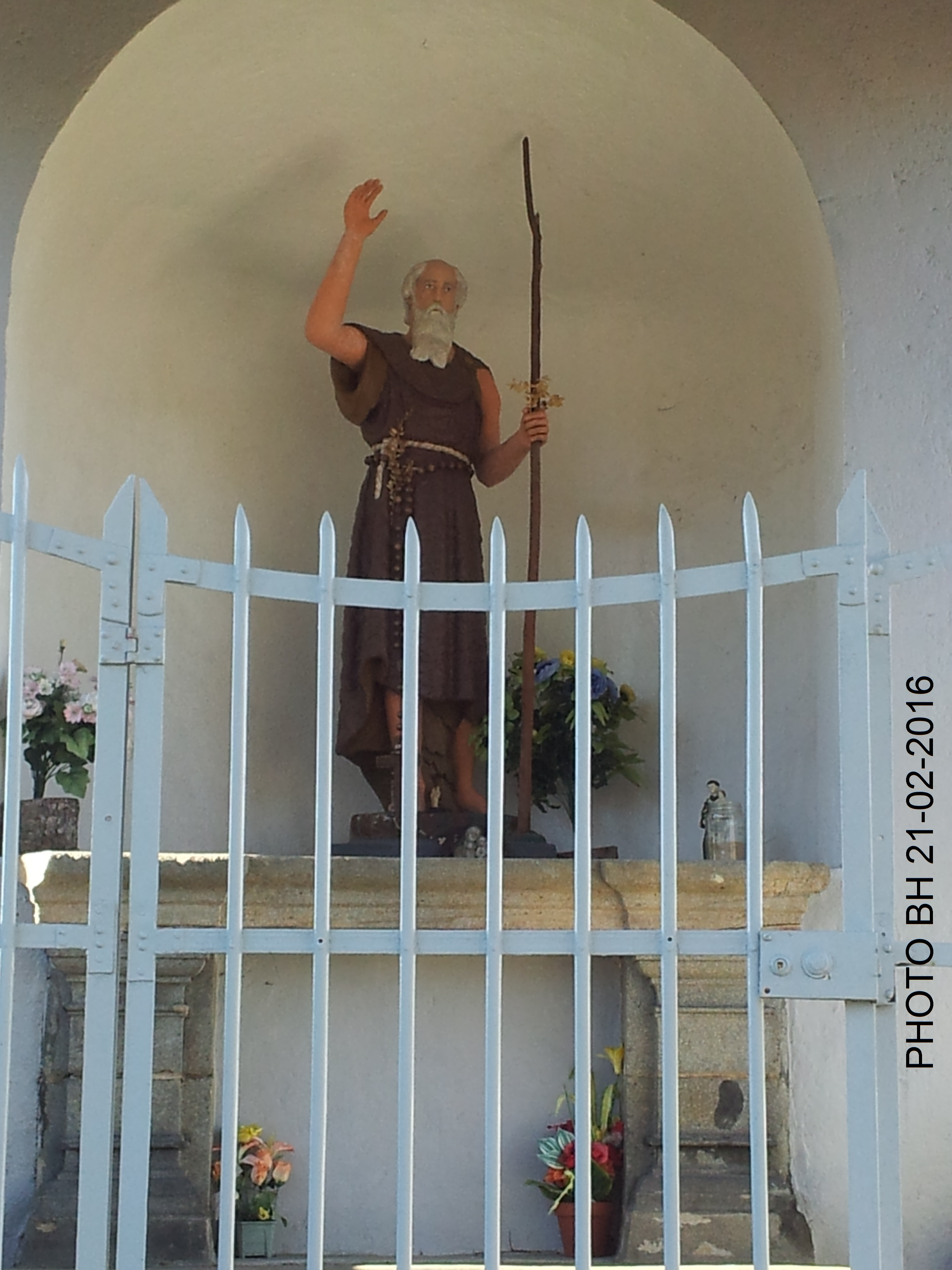
Marien de Combraille : statue du saint. Chapelle Saint-Marien à Évaux

Autrefois, les habitants de la région, venant du nord, traversaient la Tardes à pied lors du pèlerinage annuel. Actuellement une marche-pèlerinage part d'Évaux-les-Bains, le matin, pour se rendre à la chapelle Saint-Marien au lieu-dit Désert de Saint Marien, distante de 8 km environ. Une messe y est célébrée le dimanche qui suit le 10 octobre.
Sur une tombe fleurie, au confluent des deux rivières, se trouve une inscription indiquant : « Ici mourut Marien ». Un pont suspendu porte aussi son nom.
Saint Marien est représenté pieds nus, portant une tunique courte et un long manteau de peau de mouton, tenant un bâton dans la main gauche.
Sa commémoration était jusqu'à la réforme de 1977 inscrite au calendrier liturgique du diocèse de Bourges, et l'est encore à ceux des diocèses de Limoges et de Moulins.
Le prénom de Marien a été donné à de nombreux enfants jusqu'au XIXe siècle dans toute la Marche et dans toutes les Combrailles, c'est-à-dire des parties limitrophes du Berry, du Bourbonnais et de l'Auvergne. Il est encore donné et est un nom traditionnel de la région.